# Klinga av eld
Klinga av Eld (originaltitel Blade of Fire) är en fantasybok från 2007 skriven av den brittiska författaren Stuart Hill i översättning av Jan Risheden. Boken är en fortsättning på Ismarkens krona.

## Handling
Klinga av eld utspelar sig 20 år efter Ismarkens krona, och Thirrin och Oskan är nu gifta. Nu hotas de åter av Scipio Bellorum, fast denna gång har han med sig sina brutala tvillingsöner. Nu vilar Ismarkens öde inte bara i Thirrins och Oskans händer – utan är också beroende av deras fem barn. Vad ska hända med Medea, Oskan och Thirrins yngsta dotter, som verkar vara den enda av de fem barnen som ärvt sin fars gåva, och förgiftar familjen inifrån? Eller med prins Charlemagne, den yngste sonen som också är den svagaste, som enligt en profetia ska färdas till fjärran land och komma tillbaka med en klinga av eld i sin hand?